# カイ・ハヴァーツ
- カイ・ハフェルツ
- カイ・ハヴァーツ
- カイ・ハヴェルツ
- カイ・ハバーツ
- カイ・ハベルツ

カイ・ルーカス・ハヴァーツ（Kai Lukas Havertz,ドイツ語発音: [kaɪ̯ ˈhaːvɐts] 1999年6月11日 - ）は、ドイツ・アーヘン出身のサッカー選手。プレミアリーグ・アーセナルFC所属。ドイツ代表。ポジションはミッドフィールダー、フォワード。

## クラブ経歴

### バイエル・レバークーゼン
2010年にバイエル・レバークーゼンのユースチームに加入した。2016年10月15日、ブンデスリーガのヴェルダー・ブレーメン戦でトップチームデビュー並びにリーグデビューを果たすが、チームは1-2で敗北した。この時、彼は17歳と126日であったが、これはブンデスリーガ史上8番目の若さでのデビューとなった。2017年2月17日にはカリム・ベララビへの初アシストを記録した。4月8日のヴォルフスブルク戦でクラブ初得点を記録し、17歳での得点もブンデスリーガ史上最年少得点となった。
2019-20シーズンの後半は、ケヴィン・フォラントの負傷によりセンターフォワードとして起用された。2020年5月24日、第27節のボルシアMG戦では4試合連続ゴールを決めて勝利に貢献した。続く5月29日、第29節のSCフライブルクでも得点をきめ、ブンデスリーガにおいて史上初となる当時21歳以下で35得点を決めた選手となった。

### チェルシー
2020年9月4日、チェルシーと5年契約を締結したことが発表された。背番号はバイエル・レバークーゼン時代と同じ29番。9月14日、シーズン開幕戦のブライトン&ホーヴ・アルビオン戦でデビューを果たした。同年10月17日、サウサンプトン戦でプレミア初ゴールを決めた。2021-22シーズンの序盤はハヴァーツ、ルカク、マウントの強力な3トップを結成した。2021年5月29日、UEFAチャンピオンズリーグ決勝のマンチェスター・シティ戦ではマウントからスルーパスを受け相手GKエデルソンを交わし優勝に貢献する決勝点を決め、1997年以降のCL決勝で得点を決めたドイツ人で最年少ゴールを記録した。
2021-22シーズン、8月29日、リヴァプール戦でコーナーキックからのボールをヘディングで決め今季初得点を決めた。FIFAクラブワールドカップ2021では決勝で南米王者パルメイラスと対戦。延長戦までもつれ込む接戦となったが、117分に決勝点を決めて優勝に貢献した。ルカクが不調に陥り、ストライカーのポジションが空いたがそこをハヴァーツが適応し、チームに貢献した。
2022-23シーズン、9月3日のウェストハム・ユナイテッド戦で試合終了間際にシーズン初得点を決め、チームを逆転勝利に導いた。ワールドカップ再開後のボーンマス戦でスタメン出場、1ゴール1アシストを記録し、この試合のマンオブザマッチに選ばれた。2023年1月15日、クリスタル・パレスとのダービーマッチでハキム・ツィエクからのボールをヘディングでゴールを決め、チームの連敗を阻止した。

### アーセナル
2023年6月28日、アーセナルに移籍することが発表された。背番号はチェルシー時代から引き続き29番を着用。9月30日、ボーンマス戦で移籍後初ゴールを挙げた。
2025年2月、試合間隔が少し開く期間を利用して行われる恒例のドバイキャンプにおいてハムストリングを負傷し手術を要するシーズン絶望の大怪我を負った。

## 代表経歴
2018年8月29日、ヨアヒム・レーヴ率いるフル代表のドイツ代表に招集された。9月9日、親善試合のペルー戦にて88分、ティモ・ヴェルナーとの交代でフル代表デビューを飾った。2019年10月9日、アルゼンチンとの親善試合で代表初得点を記録。
2021年5月、UEFA EURO 2020に臨むドイツ代表メンバーに選出された。グループリーグ第2戦のポルトガル戦で決勝ゴールを決め、4-2での勝利に貢献。第3戦のハンガリー戦では1ゴールを決め、決勝トーナメント進出の立役者となった。
2022年11月、カタールワールドカップのドイツ代表のメンバーとして選ばれ、グループリーグ最終節のコスタリカ戦では2ゴールを挙げ、自身はMOMに選ばれた。しかし、チームは同時刻に行われていた日本対スペイン戦の結果により2大会連続となるグループステージ敗退となった。
2024年、UEFA EURO 2024ではグループリーグ初戦のスコットランドとの対戦で1得点、ラウンド16のデンマーク戦ではPKにより得点を記録した。

## プレースタイル
主に攻撃的ミッドフィールダーまたはセンターフォワードとして活躍しており、確実なスペースにパスを出す能力でチームの攻撃に多く関与していた。

## エピソード
- キャリアのスタートは、出身地で祖父が経営していた[25]アレマニア・マリアドルフ（ドイツ語版）というとても小さなクラブだった[26]。

## 個人成績

### クラブ
2024-25シーズン終了時点
| クラブ                   | シーズン | リーグ         | リーグ戦 | リーグ戦 | カップ戦 | カップ戦 | リーグ杯 | リーグ杯 | 国際大会 | 国際大会 | その他 | その他 | 合計 | 合計 |
| クラブ                   | シーズン | リーグ         | 出場     | 得点     | 出場     | 得点     | 出場     | 得点     | 出場     | 得点     | 出場   | 得点   | 出場 | 得点 |
| ------------------------ | -------- | -------------- | -------- | -------- | -------- | -------- | -------- | -------- | -------- | -------- | ------ | ------ | ---- | ---- |
| バイエル・レバークーゼン | 2016–17  | ブンデスリーガ | 24       | 4        | 1        | 0        | -        | -        | 3        | 0        | 0      | 0      | 28   | 4    |
| バイエル・レバークーゼン | 2017-18  | ブンデスリーガ | 30       | 3        | 5        | 1        | -        | -        | -        | -        | 0      | 0      | 35   | 4    |
| バイエル・レバークーゼン | 2018-19  | ブンデスリーガ | 34       | 17       | 2        | 0        | -        | -        | 6        | 3        | 0      | 0      | 42   | 20   |
| バイエル・レバークーゼン | 2019-20  | ブンデスリーガ | 30       | 12       | 5        | 2        | -        | -        | 10       | 4        | 0      | 0      | 45   | 18   |
| バイエル・レバークーゼン | 通算     | 通算           | 118      | 36       | 13       | 3        | -        | -        | 19       | 7        | 0      | 0      | 150  | 46   |
| チェルシー               | 2020-21  | プレミアリーグ | 27       | 4        | 5        | 1        | 1        | 3        | 12       | 1        | 0      | 0      | 45   | 9    |
| チェルシー               | 2021-22  | プレミアリーグ | 29       | 8        | 3        | 2        | 3        | 0        | 9        | 3        | 4      | 0      | 48   | 13   |
| チェルシー               | 2022-23  | プレミアリーグ | 35       | 7        | 1        | 0        | 1        | 0        | 10       | 2        | 0      | 0      | 47   | 9    |
| チェルシー               | 通算     | 通算           | 91       | 19       | 9        | 3        | 5        | 3        | 31       | 6        | 4      | 0      | 140  | 31   |
| アーセナル               | 2023-24  | プレミアリーグ | 37       | 13       | 1        | 0        | 2        | 0        | 10       | 1        | 1      | 0      | 51   | 14   |
| アーセナル               | 2024-25  | プレミアリーグ | 23       | 9        | 1        | 0        | 4        | 2        | 8        | 4        | 0      | 0      | 34   | 15   |
| 総通算                   | 総通算   | 総通算         | 269      | 77       | 24       | 4        | 11       | 7        | 68       | 18       | 4      | 1      | 376  | 107  |

## 代表歴

### 出場大会
- ドイツ代表
  - 2021年 - UEFA EURO 2020（ベスト16）
  - 2022年 - 2022 FIFAワールドカップ（グループリーグ敗退）
  - 2024年 - UEFA EURO 2024

### 試合数
2024年6月14日現在
- 国際Aマッチ 47試合17得点（2018年 - ）[27]

| ドイツ代表 | 国際Aマッチ | 国際Aマッチ |
| 年         | 出場        | 得点        |
| ---------- | ----------- | ----------- |
| 2018       | 2           | 0           |
| 2019       | 5           | 1           |
| 2020       | 3           | 1           |
| 2021       | 13          | 5           |
| 2022       | 10          | 5           |
| 2023       | 9           | 2           |
| 2024       | 5           | 3           |
| 通算       | 47          | 17          |

### 得点
| #  | 開催日         | 開催地                                       | 対戦国         | スコア | 結果 | 大会                          |                |
| -- | -------------- | -------------------------------------------- | -------------- | ------ | ---- | ----------------------------- | -------------- |
| 1  | 2019年10月10日 | ドルトムント、ジグナル・イドゥナ・パルク     | アルゼンチン   | 2–0    | 2–2  | 親善試合                      |                |
| 2  | 2020年10月13日 | ケルン、ラインエネルギーシュタディオン       | スイス         | 2–2    | 3–3  | UEFAネーションズリーグ2020-21 |                |
| 3  | 2021年3月26日  | デュイスブルク、MSVアレーナ                  | アイスランド   | 2–0    | 3–0  | カタールW杯・予選             |                |
| 4  | 2021年6月19日  | ミュンヘン、アリアンツ・アレーナ             | ポルトガル     | 3–1    | 4–2  | UEFA EURO 2020                |                |
| 5  | 2021年6月23日  | ミュンヘン、アリアンツ・アレーナ             | ハンガリー     | 1–1    | 2–2  | UEFA EURO 2020                |                |
| 6  | 2021年10月11日 | スコピエ、トシェ・プロエスキ・アレナ         | 北マケドニア   | 1–0    | 4–0  | カタールW杯・予選             |                |
| 7  | 2021年11月14日 | エレバン、ハンラペタカン・スタジアム         | アルメニア     | 1–0    | 4–1  | カタールW杯・予選             |                |
| 8  | 2022年3月26日  | ジンスハイム、ライン・ネッカー・アレーナ     | イスラエル     | 1–0    | 2–0  | 親善試合                      |                |
| 9  | 2022年9月26日  | ロンドン、ウェンブリー・スタジアム           | イングランド   | 2–0    | 3–3  | UEFAネーションズリーグ2022-23 |                |
| 10 | 2022年9月26日  | ロンドン、ウェンブリー・スタジアム           | イングランド   | 3–3    | 3–3  | UEFAネーションズリーグ2022-23 |                |
| 11 | 2022年12月1日  | アル＝ハウル、アル・バイト・スタジアム       | コスタリカ     | 2–2    | 4–2  | 2022 FIFAワールドカップ       |                |
| 12 | 2022年12月1日  | アル＝ハウル、アル・バイト・スタジアム       | コスタリカ     | 3–2    | 4–2  | 2022 FIFAワールドカップ       |                |
| 13 | 2023年6月12日  | ブレーメン、ヴェーザーシュタディオン         | ウクライナ     | 2–3    | 3–3  | 親善試合                      |                |
| 14 | 2023年11月18日 | ベルリン、ベルリン・オリンピアシュタディオン | トルコ         | 1–0    | 2–3  | 親善試合                      |                |
| 15 | 2024年3月23日  | リヨン、パルク・オリンピック・リヨン         | フランス       | 2-0    | 2-0  | 親善試合                      |                |
| 16 | 2024年6月7日   | メンヒェングラートバッハ、ボルシア・パルク   | ギリシャ       | 1-1    | 2-1  | 親善試合                      |                |
| 17 | 2024年6月14日  | ミュンヘン、アリアンツ・アレーナ             | スコットランド | 3-0    | 5-1  | 親善試合                      | UEFA EURO 2024 |

## タイトル

### クラブ
チェルシー
- UEFAチャンピオンズリーグ: 2020-21
- UEFAスーパーカップ: 2021
- FIFAクラブワールドカップ: 2021

アーセナル
- FAコミュニティ・シールド: 2023

### 個人
- フリッツ・ヴァルター・メダル: U-17部門（2016年）, U-19部門（2018年）